# Tomasz Suski
Tomasz Suski (ur. 26 stycznia 1975) – polski koszykarz występujący na pozycjach rzucającego obrońcy, reprezentant Polski, multimedalista mistrzostw Polski.

## Osiągnięcia
Klubowe
- Mistrz Polski (1997)
- Wicemistrz Polski (1998)
- Brązowy medalista mistrzostw Polski (2000)
- Zdobywca pucharu Polski (1998, 1999)
- Finalista pucharu Polski (2000, 2001)
- Uczestnik rozgrywek pucharu:
  - Koracia (1996/97 – 4. miejsce, 2000/2001 – TOP 32, 2001/2002 – I runda)
  - Saporty (1997–2000 – TOP 32)